# Paulinus von Pella
Paulinus von Pella (* 376 in Pella in Makedonien; † nach 459 in Bordeaux) war ein spätantiker weströmischer Aristokrat und Autor.
Einzige Quelle für das Leben des Paulinus ist seine in 616 lateinischen Hexametern abgefasste Autobiographie, die er im Alter von 83 Jahren unter dem Titel Eucharisticos Deo sub ephemeridis meae textu verfasste. Paulinus entstammte demnach einer Familie der senatorischen Oberschicht und war der Enkel des berühmten gallischen Rhetors Ausonius. Er wurde geboren, während sein Vater als kaiserlicher vicarius der Provinz Macedonia amtierte; dabei ist unklar, ob sein Vater Hesperius war, der Sohn des Ausonius, oder Thalassius, sein Schwiegersohn, da Paulinus den Namen seines Vaters nicht erwähnt. Fest steht, dass Paulinus den Vater auf weiteren Stationen begleitete und so 379 oder 380 nach Bordeaux gelangte. Da er zunächst von griechischen Lehrern erzogen worden war, musste Paulinus hier erst Latein erlernen, was ihm nach eigener Aussage Mühe bereitete.
Im Alter von 20 Jahren heiratete er dann eine Frau der gallo-römischen Aristokratie, wurde Vater dreier Kinder und Verwalter des großen Grundbesitzes seiner Gattin. Zwischen 399 und 406 verfasste Paulinus eine erhaltene oratio in 19 Versen, in der er Gott um ein glückliches Leben bittet. Als sich der Usurpator Priscus Attalus zum Gegenkaiser aufschwang, ernannte er Paulinus zu seinem comes privatarum largitionum, also dem Verwalter seiner Finanzen. Dies kam den Senator teuer zu stehen, denn als die Usurpation 414 durch gotische foederati niedergeschlagen wurde, verlor Paulinus seinen gesamten Besitz und musste nach Bazas fliehen. Nach weiteren Schicksalsschlägen trat Paulinus als conversus dem Klerus bei. Nach einer Zwischenstation in Marseille kehrte er schließlich nach Bordeaux zurück, wo er bald nach 460 gestorben sein dürfte.
Der Eucharisticos ist in gepflegtem Latein verfasst, das allerdings einige typisch spätantike Formen und vor allem einen erheblichen Einfluss des Griechischen aufweist; die Hexameter sind einfach und teils etwas ungelenk. Formal steht das Werk ganz in der Tradition der antiken Biographie und ist augenscheinlich von den confessiones des Augustinus von Hippo beeinflusst. Das Gedicht stellt eine überaus wichtige Quelle für die bewegte Geschichte des römischen Gallien in der Völkerwanderungszeit dar; so erwähnt zum Beispiel nur Paulinus, dass es nach 414 zu Verhandlungen mit den Alanen kam, die als Gegengewicht zu den Westgoten eingesetzt werden sollten.

## Ausgaben und Übersetzungen
- Carlo M. Lucarini (Hrsg.): Paulinus Pellaeus: Carmina. Accedunt duo carmina ex Cod. Vat. Urb. 533 (= Bibliotheca scriptorum Graecorum et Romanorum Teubneriana). Saur, München 2006, ISBN 978-3-598-71323-1.
- Hugh G. Evelyn White (Hrsg. und Übersetzer): Ausonius with an English Translation (...) in Two Volumes. With the Eucharisticus of Paulinus Pellaeus. Band 2. (= The Loeb Classical Library.). William Heinemann und G. P. Putnam’s Sons, London bzw. New York 1921, S. 293–351 (lateinisch, englisch, mehrfach nachgedruckt).